# Prowincja Południowa (Zambia)
Prowincja Południowa − jedna z 10 prowincji w Zambii, znajdująca się w południowej części kraju.

## Dystrykty
Prowincja Południowa jest podzielona na 15 dystryktów:
- dystrykt Chikankata
- dystrykt Chirundu
- dystrykt Choma
- dystrykt Gwembe
- dystrykt Itezhi-Tezhi
- dystrykt Kalomo
- dystrykt Kazungula
- dystrykt Livingstone
- dystrykt Mazabuka
- dystrykt Monze
- dystrykt Namwala
- dystrykt Pemba
- dystrykt Siavonga
- dystrykt Sinazongwe
- dystrykt Zimba